# Lost in the Weekend
Lost in the Weekend è un singolo del cantautore italiano Cesare Cremonini, pubblicato il 4 settembre 2015 come secondo estratto dal secondo album dal vivo Più che logico (Live).

## Descrizione
Cremonini ha così descritto il brano, scritto insieme a Tropico:

## Accoglienza
Mattia Marzi di Rockol definisce il brano come un secondo Logico 1, in cui si riscontrano «sonorità elettropop presenti in maniera più marcata» e con «tastieroni e sintetizzatori chiamati a riportare alla mente i successi della musica funk e dance-pop». Luca Bortolotti di La Repubblica afferma che «nessuna tra le star della musica italiana ha scritto una canzone di questa qualità nell’ultimo decennio», associandola musicalmente a Yuppies di Luca Barbarossa.

## Video musicale
Il videoclip, pubblicato il 4 settembre 2015, è stato girato a Los Angeles. Cremonini l'ha definito «molto bello e particolare, di cui andremo e andrete fieri». Scritto da Cremonini stesso e da Walter Mameli, è stato diretto da Gaetano Morbioli.

## Tracce
Testi e musiche di Cesare Cremonini e Davide Petrella.
1. Lost in the Weekend – 3:54

## Formazione
- Cesare Cremonini – voce, chitarra acustica, tastiera
- Nicola "Ballo" Balestri – basso
- Alessandro Magnanini – tastiera, sintetizzatore, chitarra elettrica
- Andrea Fontana – batteria

## Classifiche
| Classifica (2015) | Posizione massima |
| ----------------- | ----------------- |
| Italia            | 46                |